# 1325 Інанда
1325 Інанда (1325 Inanda) — астероїд головного поясу, відкритий 14 липня 1934 року.
Тіссеранів параметр щодо Юпітера — 3,388.